# Ängstugugölen
Ängstugugölen är en sjö i Norrköpings kommun i Östergötland och ingår i Motala ströms huvudavrinningsområde. Sjön har en area på 0,0721 kvadratkilometer och ligger 86,1 meter över havet. Sjön avvattnas av vattendraget Vistingebäcken.

## Delavrinningsområde
Ängstugugölen ingår i det delavrinningsområde (651136-151139) som SMHI kallar för Inloppet i Näfssjön. Medelhöjden är 84 meter över havet och ytan är 37,21 kvadratkilometer. Det finns inga avrinningsområden uppströms utan avrinningsområdet är högsta punkten. Vistingebäcken som avvattnar avrinningsområdet har biflödesordning 2, vilket innebär att vattnet flödar genom totalt 2 vattendrag innan det når havet efter 33 kilometer. Avrinningsområdet består mestadels av skog (77 procent). Avrinningsområdet har 3,32 kvadratkilometer vattenytor vilket ger det en sjöprocent på 8,9 procent.